# Rosemont, Kalifornien
Rosemont är en ort (CDP) i Sacramento County, i delstaten Kalifornien, USA. Enligt United States Census Bureau har orten en folkmängd på 22 681 invånare (2010) och en landarea på 11,3 km².